# Hans Bernd Gisevius
Hans Bernd Gisevius (Arnsberg, 14 luglio 1904 – Müllheim, 23 febbraio 1974) è stato un militare e diplomatico tedesco.

## Biografia
Membro della Stahlhelm e successivamente della Gestapo, nel 1936 fu trasferito al Dipartimento di Polizia del Ministero dell'Interno, e in questa fase iniziò a cospirare contro Hitler e l'establishment nazista. Allo scoppio della seconda guerra mondiale fu trasferito in Svizzera come vice-console e membro della divisione locale dell'Abwehr. Qui entrò in contatto con Allen Dulles e fece da catena di trasmissione tra le forze alleate e la resistenza tedesca. Dopo il fallimento dell'attentato a Hitler del 20 luglio 1944 riuscì a mettersi in salvo in Svizzera e restò nascosto fino alla fine della guerra.
Nel dopoguerra prese parte al processo di Norimberga e la sua testimonianza ebbe un peso importante nelle condanne di Hermann Göring e Wilhelm Frick. Nel 1946 pubblicò una autobiografia in due volumi, Bis zum Bitteren Ende ("Fino all'amaro epilogo"), in cui denunciava le connivenze col nazismo di tutti gli strati della società tedesca.